# VEM (Marke)

VEM-Dachmarke

Prägezeichen VEM DDR
in Muzeum Miniaturowej Sztuki Profesjonalnej Henryk Jan Dominiak w Tychach

VEM ist eine Dachmarke für elektrische Antriebe und Maschinen. Sie ist in über 90 Ländern geschützt. Ca. 20 bis 25 Millionen Maschinen und Anlagen wurden unter dieser Marke verkauft.

## Geschichte
Die ursprüngliche Bedeutung des Kürzels VEM lässt sich nicht mehr zweifelsfrei belegen. Das „V“ steht für „Vereinigung (vereinigte)“, auch wenn es später in der DDR mit „volkseigen“ übersetzt wurde. Die Buchstaben „E“ und „M“ sind dagegen unstrittig das Kürzel für Elektro-Maschinenbau.
Im Jahr 1948 waren die drei Buchstaben Bestandteil einer Firmierung und noch kein Warenzeichen. Damals hatten sich 24 Betriebe mit rund 7.000 Beschäftigten zur VEM Vereinigung Volkseigener Betriebe des Elektromaschinenbaus (VVB VEM) zusammengeschlossen. 1951 erhielten die meisten dieser Betriebe ihre juristische Selbstständigkeit, wurden auf dem Verwaltungsweg aus dem Verband ausgegliedert und konnten das auf dem Markt eingeführte VEM-Zeichen nicht mehr nutzen. Dagegen half nur der Schutz der drei Buchstaben VEM als Warenzeichen. 1952 wurde es beim Amt für Erfindungs- und Patentwesen der DDR und beim Patentamt des Senats von Berlin (West) durch das Transformatoren- und Röntgenwerk Dresden (TuR) angemeldet. Ende der 1950er Jahre nutzten etwa 30 Betriebe das VEM-Symbol national und international.
Umfang und Kosten der Markenarbeit stiegen und führten am 13. Dezember 1961 zur Gründung des Warenzeichenverbandes als eingetragenem Verein. Die sich weiter entwickelnde Exportstruktur der Unternehmen führte in den Folgejahren oft dazu, dass bereits existierende Individualzeichen wie zum Beispiel TuR nicht immer und nicht in jedem Exportland mit der Marke VEM harmonierten. So konzentrierte sich der Verband in den 1980er Jahren zunehmend auf den am stärksten vertretenen Elektromaschinenbau.
Nach der politischen Wende 1989/1990 führten nur die 15 Unternehmen des Industriezweiges Elektromaschinenbau das Warenzeichen fort. Die Weiterführung der Marke war gesichert. Sie gilt heute als eine der wenigen Industriemarken aus der DDR, die ohne Unterbrechung noch immer existieren.

## Warenzeichenverband VEM

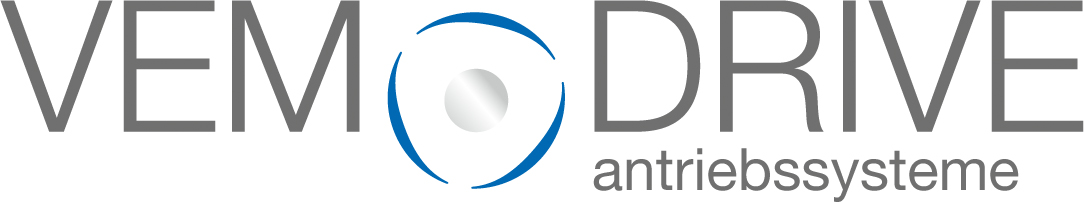
VEMoDRIVE – elektrische Antriebssysteme

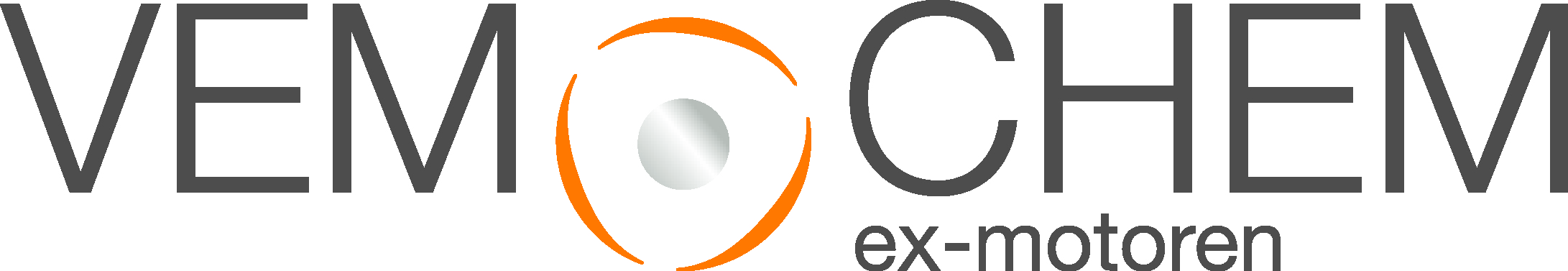
VEMoCHEM – Ex-Motoren für die Chemie-, Öl- und Gasindustrie

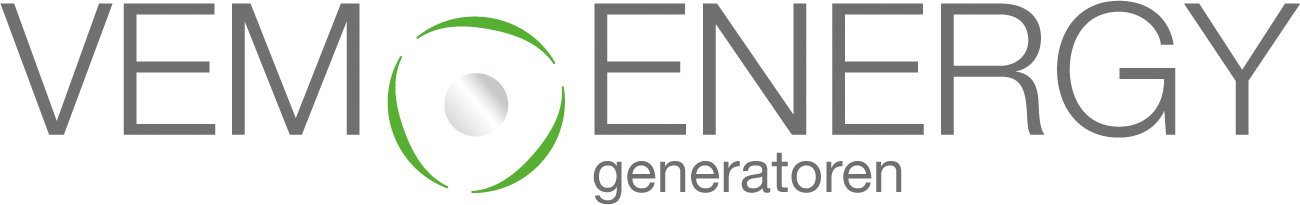
VEMoENERGY – Generatoren

### Bedeutung
Als eingetragener Verein fördert der Warenzeichenverband VEM e. V. die Interessen seiner elektrotechnische Produkte herstellenden Mitgliedsunternehmen durch die Aufrechterhaltung, Pflege und Anmeldung von Kollektivmarken und Individualmarken der VEM. Er sorgt für die weitere Durchsetzung am Markt und versucht, die Verkehrsgeltung zu verbessern.
Zu den Mitgliedern des Verbandes zählten 2011 folgende Firmen:
- VEM Holding GmbH
- VEM Vermögensverwaltung GmbH
- VEM Sachsenwerk GmbH, Dresden
- VEM motors GmbH, Werk Wernigerode
- VEM motors GmbH, Werk Zwickau
- VEM transresch GmbH, Berlin

### Geschichte
Der Verband wurde am 13. Dezember 1961 von 32 Betrieben der Branche in der Rechtsform eines eingetragenen Vereins gegründet. Der Verein gab sich eine Satzung und eine Zeichensetzung. Entsprechend der Exportabsichten der Mitglieder wurden mehr und mehr internationale Anmeldungen vorgenommen. 1970 wurde die Verbands- und Zeichensatzung überarbeitet. Es wurde aufgenommen, dass der Warenzeichenverband VEM e. V. „eine freiwillige Vereinigung von Betrieben verschiedener Eigentumsformen“ ist.
Mit der politischen Wende in der DDR veränderte sich die Struktur der Mitglieder stark. Da die Marke in den 1980er Jahren unbestritten Weltgeltung erlangt hatte – 1988 wurden täglich 45.000 Einzelerzeugnisse mit dem VEM-Zeichen produziert und 25 % davon ins Ausland exportiert – war es für 15 Betriebe des ehemaligen Kombinates Elektromaschinenbau Dresden unabdingbar, die Marke weiter zu verwenden. Weitere 66 ehemalige VEM-Mitgliedsbetriebe gaben das Warenzeichen auf.
Unter der Nummer 1457 wurde der Verein am 12. Juli 1992 im Vereinsregister des Amtsgerichts Dresden eingetragen. Die Marke VEM ist seit dem 14. April 2000 (Anmeldenummer 000792325) als eine eingetragene europäische Gemeinschaftsmarke in allen Mitgliedsstaaten des europäischen Markenübereinkommens rechtskräftig geschützt.
Aus der am 5. April 1990 in Berlin gegründeten VEM-Antriebstechnik AG ging die VEM Gruppe hervor, die 1997 von der Unternehmerfamilie Merckle erworben wurde. So ging der Verband letzten Endes gestärkt aus dem Übergang in die Marktwirtschaft hervor.